# 卡拉苏区
卡拉苏区(Kara-Suu)是吉尔吉斯斯坦西南州份奧什州下辖的一个区。该区面积为3,616平方（1,396平方英里），2009年常住人口为348,645人。该区治所位于卡拉苏。